# Henry Chapman
Henry N. Chapman (Reino Unido, 1967) é um biofísico britânico. É diretor fundador do Síncrotron Alemão de Elétrons.
Recebeu por seu trabalho pioneiro no desenvolvimento da cristalografia serial em femtosegundos o Prêmio Gottfried Wilhelm Leibniz da Deutsche Forschungsgemeinschaft do ano 2015. Recebeu a Plaqueta Röntgen de 2017.

## Publicações
- (coautor): Femtosecond coherent diffraction imaging with a soft X-ray free-electron laser. In: Nature Physics. 2, 2006, p. 839–843.
- (coautor): Femtosecond time-delay X-ray holography. In: Nature. 448, 2007, p. 676–679.
- (coautor): Femtosecond X-ray protein nanocrystallography. In: Nature. 470, 2011, p. 73–77.
- com N. D. Loh, M. J. Bogan et al.: Fractal morphology, imaging and mass spectrometry of single aerosol particles in flight. In: Nature. 486, 2012, p. 513–517.
- com L. Redecke, K. Nass et al.: Natively inhibited Trypanosoma brucei cathepsin B structure determined using an x-ray laser. In: Science. 339, 2013, p. 227–230.